# Newcomerstown (Ohio)
Pour les articles homonymes, voir Newcomerstown.
Newcomerstown est un village américain situé dans le comté de Tuscarawas, dans l’Ohio. Selon le recensement de 2010, sa population est de 3 822 habitants.